# Dansmusik
Dansmusik är musik som i första hand är gjord för att dansas till. Oftast jämn i rytmen med tydliga taktslag för att underlätta för dem som dansar att hålla takten.

## Exempel på dansmusik
- Dansbandsmusik - speciellt utformad populärmusik som är lämplig för pardans. Förekommer mest i Norden, och termen uppstod åren kring 1970.
- Disco - dansmusik med ursprung från 1970-talet utvecklat ur funken.
- Dance - mestadels elektronisk dansmusik med ursprung från 1980- och 1990-talet som kan delas in otaliga undergenrer.
- Folkmusik - "folkets" bruksmusik. Förutom dansmusik också högtidsmusik till bröllop, marscher mm. Se även folkdans och folklig dans.
- Latinamerikansk dans , vitt begrepp som innefattar bland annat Salsa och Reggaeton.
- Industrial , speciellt subgenrerna Body och Electroindustri, hård rytmisk och maskindriven musik.
- Vals (musik)